# Supercupa României 2017
Supercupa României 2017 a fost cea de-a 19-a ediție a Supercupei României. Meciul a avut loc între campioana Ligii I, FC Viitorul, și câștigătoarea Cupei României 2016-2017, FC Voluntari.
Meciul s-a disputat pe Stadionul Municipal din Botoșani, începând cu ora 21:00. Celelalte 18 meciuri au avut loc: în București, de 14 ori, în Cluj-Napoca, de două ori, la Piatra-Neamț și la Constanța. Astfel, Botoșaniul a devenit cel de-al patrulea oraș din provincie care găzduiește Supercupa României.
Pentru a promova acest meci au fost amplasate în oraș mai multe cupe supradimensionate și bannere. Este prima oară când se joacă un meci cu trofeul pe masă pe stadionul Municipal din Botoșani.
Aceast meci a fost arbitrat de o brigadă mixtă condusă de Sebastian Colțescu, iar asistenți au fost  Mihaela Țepusă (stânga) și Petruța Iugulescu (dreapta). Al patrulea oficial a fost desemnat George Găman.
Meciul a fost câștigat de FC Voluntari prin golul marcat de Costin Lazăr, care a adus al doilea trofeu din istoria clubului.

## Detaliile meciului
| Viitorul Constanța | 0 - 1  | Voluntari |
| ------------------ | ------ | --------- |
|                    | Raport | Lazăr 12' |

| FC Viitorul | FC Voluntari |

| P             | 12 | Victor Rîmniceanu  |         |     |
| FD            | 2  | Andrei Dumitraș    |         | 46' |
| FC            | 21 | Kévin Boli         | 81'     |     |
| FC            | 16 | Dragoș Nedelcu     |         | 71' |
| FS            | 25 | Aurelian Chițu     |         | 46' |
| MD            | 15 | Bogdan Țîru (c)    |         |     |
| MD            | 18 | Daniel López       |         |     |
| MC            | 23 | Alexandru Cicâldău |         |     |
| A             | 28 | Ionuț Vînă         | 15' 32' |     |
| A             | 22 | Cristian Ganea     |         |     |
| A             | 26 | Alexandru Mățan    | 58'     |     |
| Rezerve:      |    |                    |         |     |
| F             | 4  | Marius Constantin  |         |     |
| F             | 5  | Sebastian Mladen   |         |     |
| F             | 6  | Romario Benzar     |         | 46' |
| M             | 8  | Carlo Casap        |         | 46' |
| M             | 10 | Ovidiu Herea       | 74'     | 71' |
| A             | 20 | George Țucudean    |         |     |
| P             | 31 | Alexandru Buzbuchi |         |     |
| Antrenor:     |    |                    |         |     |
| Gheorghe Hagi |    |                    |         |     |

| P                 | 22 | Dragoș Balauru      |       |     |
| FD                | 24 | Vasile Maftei (c)   | 90+4' |     |
| FC                | 28 | Ionuț Balaur        | 82'   |     |
| FC                | 87 | Florin Acsinte      | 68'   |     |
| FS                | 23 | Vlad Olteanu        |       | 82' |
| MD                | 18 | Mihai Popescu       |       |     |
| MD                | 15 | Costin Lazăr        |       | 12' |
| M                 | 20 | Laurențiu Marinescu |       |     |
| MC                | 5  | Alexandru Răuță     |       |     |
| M                 | 26 | Gabriel Deac        |       | 71' |
| A                 | 90 | Adrian Bălan        |       | 90' |
| Rezerve:          |    |                     |       |     |
| F                 | 4  | Mircea Leasă        |       |     |
| M                 | 6  | Sorin Tăbăcariu     |       |     |
| M                 | 7  | Petre Ivanovici     |       | 71' |
| M                 | 11 | Mihai Căpățînă      |       | 90' |
| P                 | 27 | Răzvan Petrariu     |       |     |
| M                 | 59 | Doru Popadiuc       |       |     |
| M                 | 96 | Adelin Pîrcălabu    |       | 82' |
| Antrenor:         |    |                     |       |     |
| Claudiu Niculescu |    |                     |       |     |

| Omul Meciului - Costin Lazăr (Voluntari) | Regulile meciului - 90 minute. - Lovituri de departajare în caz de egalitate. - Șapte rezerve. - Trei schimbări. |

## Vezi și
- Finala Cupei României 2017
- Liga I 2016-2017

## Legături externe
- Supercupa României pe FRF.ro